# Universidad Estatal de Bakú
La Universidad Estatal de Bakú (BSU, en azerí: Bakı Dövlət Universiteti) es una institución de educación superior y principal universidad pública de Bakú, Azerbaiyán.

## Historia
La universidad fue fundada en 1919 por el orden del Parlamento de la República Democrática de Azerbaiyán. En el septiembre de fu adoptada la Carta de la universidad y el 15 de noviembre en la universidad se comenzó el curso con las facultades de la historia y filología, física y matemáticas; derecho y medicina con una matrícula inicial de 1 094 estudiantes. El primer rector de fue Vasili Razumovsky, antiguo profesor de cirugía en la Universidad de Kazán.
En 1922 la universidad fue denominado la Universidad estatal de Azerbaiyán. Desde 1923 según la disposición los estudios en las facultades se realizaron en ruso. De 1926 a 1929 el rector de la universidad fue Fagi Shahbazi.
En 1930, el gobierno ordenó el cierre de la Universidad por la reorganización de la educación superior en la Unión Soviética y la Universidad fue sustituido por el Instituto Pedagógico Supremo. Sin embargo, en 1934 la Universidad fue restablecida de nuevo y continuó trabajando en los difíciles años de la Segunda Guerra Mundial experimentando una importante escasez de profesores.
En 1961 la editorial de la universidad interrumpió su actividad y la fue recuperada sólo en los años 80 del siglo XX.
Por su 40 aniversario en 1969, la Universidad ya tenía trece facultades.
En 1974 la librería de la universidad fue reconocida como Biblioteca científica. En los años 1977-1978 se puso en funcionamiento segundo edificio de la universidad.
En los años 90 fue interrumpida la construcción de tercer edificio de la universidad. Sólo en 2006 fue recuperada la construcción y por la disposición del presidente del presupuesto estatal fue asignado 600 mil, en 2007 - 2,6 millones y en 2008 - 4,6 millones manat para la construcción. En el septiembre de 2008 se celebró la ceremonia de apertura del edificio, en la que se participó el Presidente de la República de Azerbaiyán Ilham Aliyev.

## Educación
En la universidad fue adoptado el sistema de tres ciclos: bachillerato (4 años), maestría (2 años), doctorado (3 años) y hay segunda carrera.

### Facultades e institutos

#### Facultades
1. Matemática Aplicada y Cibernética Económica
2. Física
3. Mecánica y Matemáticas
4. Química
5. Biología
6. Geología
7. Geografía
8. Historia
9. Filología
10. Teología
11. Derecho Internacional Público y Relaciones Internacionales
12. Periodismo
13. Derecho
14. Estudios Orientales
15. Ciencias Sociales y Psicología
16. Estudios de Biblioteconomía

#### Institutos de investigación
1. Instituto de Investigación Científica de Matemática Aplicada
2. Instituto de Problemas de Física Teórica

## Rectores
| №                                                     | Rector                          | Fotografía | El período  |
| 1                                                     | Vasiliy Ivanovich Razumovski    |            | 1919 — 1920 |
| 2                                                     | Sergei Nikolayevich Davidenko   |            | 1920 — 1923 |
| 3                                                     | Alexander Dmitriyevich Gulyayev |            | 1923 — 1926 |
| 4                                                     | Tagi Shahbazi                   |            | 1926 — 1929 |
| 5                                                     | Vladimir Sergeevich Elpatyevski |            | 1929        |
| 6                                                     | Maksud Mamedov                  |            | 1929 — 1930 |
| Entre los años 1930 - 1934 la Universidad no funcionó |                                 |            |             |
| 7                                                     | Mamed Kazim Alekperli           |            | 1934 — 1935 |
| 8                                                     | Bala-bek Hasanbkov              |            | 1935 — 1937 |
| 9                                                     | Aziz Aliyev                     |            | 1937        |
| 10                                                    | Djabrail Alakberov              |            | 1937 — 1941 |
| 11                                                    | Shamil Aliyev                   |            | 1941 — 1944 |
| 12                                                    | Abdulla Karayev                 |            | 1944 — 1950 |
| 13                                                    | Djafar Haciyev                  |            | 1950 — 1954 |
| 14                                                    | Yusif Mammadaliyev              |            | 1950 — 1954 |
| 15                                                    | Shafayat Mekhtiyev              |            | 1958 — 1965 |
| 16                                                    | Mekhti Aliyev                   |            | 1965 — 1970 |
| 17                                                    | Faig Bagirzadeh                 |            | 1970 — 1987 |
| 18                                                    | Yahya Mamedov                   |            | 1987 — 1989 |
| 19                                                    | Djamil Guliyev                  |            | 1989 — 1990 |
| 20                                                    | Mirabbas Kasumov                |            | 1990 — 1992 |
| 21                                                    | Firuddin Samandarov             |            | 1992 — 1993 |
| 22                                                    | Murtuz Aleskerov                |            | 1993 — 1996 |
| 23                                                    | Misir Mardanov                  |            | 1996 — 1998 |
| 24                                                    | Abel Maharramov                 |            | 1999 - 2018 |

## Graduados famosos
- Heydar Aliyev
- Yusif Mammadaliyev
- Hasan Aliyev
- Bakhtiyar Vahabzadeh
- Mirdjalal Pashayev
- Ziya Bunyadov
- Aida Imanquliyeva
- Khudu Mammadov
- Bakir Chobanzadeh
- Murtuza Naghiyev
- Shafayat Mehdiyev
- Mirali Qashqai
- Aziza Jafarzade